# Gorgol
Gorgol is een regio van Mauritanië in het zuiden van dat land. Het is de op twee na kleinste van Mauritaniës twaalf regio's, met een oppervlakte van 13.600 km². De regio heeft een inwonersaantal van een kleine 270.000. De hoofdstad is Kaédi.

## Grenzen
De regio Gorgol heeft een grenst met een buurland van Mauritanië:
- De regio Matam van Senegal in het zuidwesten.

In de overige richtingen grenst Gorgol aan drie andere regio's:
- Brakna in het noordwesten.
- Assaba in het noordoosten.
- Guidimakha in het zuidoosten.

## Districten
De regio is onderverdeeld in vier departementen:
- Kaédi
- Maghama
- M'Bout
- Monguel

Adrar · Assaba · Brakna · Dakhlet Nouadhibou · Gorgol · Guidimakha · Hodh Ech Chargui · Inchiri · Nouakchott · Tagant · Tiris Zemmour · Trarza · Nouakchott (district)